# Sagittaria planitiana
Sagittaria planitiana är en svaltingväxtart som beskrevs av G.Agostini. Sagittaria planitiana ingår i släktet pilbladssläktet, och familjen svaltingväxter. Inga underarter finns listade.